# Anna Cockrell
Anna Cockrell, född 28 augusti 1997 i San Ramon, Kalifornien, är en amerikansk friidrottare som tävlar i kortdistanslöpning och häcklöpning.

## Karriär
Vid de panamerikanska spelen 2019 tog Cockrell silver på 400 meter häck. Hon ingick även i det amerikanska laget som tog guld på 4x400 meter. Vid OS 2024 tog hon silver på 400 meter häck.